# Matilde de Saxònia
Matilde de Ringelheim (Enger, Westfàlia, vers 895–Quedlinburg, 14 de març de 968) va ser l'esposa del duc de Saxònia i després rei d'Alemanya Enric I l'Ocellaire i la mare de l'emperador Otó I i de l'arquebisbe Brunó de Colònia. És venerada com a santa per l'Església catòlica.

## Biografia
Filla del comte saxó de Westfàlia Teodoric de Ringelheim i de Rainilde de Frísia, va néixer cap al 895 a Enger (Westfàlia). Va ser educada per la seva àvia, l'abadessa Matilde, al monestir d'Herford, on romangué fins al 909. Llavors, els seus pares la van donar en matrimoni a Enric l'Ocellaire, fill i hereu del duc de Saxònia Otó el Magnífic, que l'esposà a Wallhausen. El 912, Enric va ser promogut duc i el 919, a la mort de Conrad I de Francònia, fou elegit rei d'Alemanya.
Del matrimoni van néixer cinc fills, tres nens i dues nenes:
- Otó II de Saxònia, emperador del Sacre Imperi Romanogermànic el 961;
- Gerberga de Saxònia, esposa del rei Lluís IV de França;
- Eduvigis de Saxònia, esposa del comte de París Hug el Gran i mare del rei Hug I de França, fundador de la dinastia Capet;
- Enric I el Litigiós, duc de Baviera;
- Brunó I el Gran, arquebisbe de Colònia i duc de Lorena, després canonitzat.

Durant el regnat del seu marit s'ocupava de les obres de caritat: va fer erigir nombrosos hospicis així com els hospitals i monestirs de Quedlinburg, Pöhlde, Nordhausen, Grona (a Göttingen) i Duderstadt. A la mort d'Enric (936) va donar suport al seu fill petit Enric per a la successió, però va ser elegit rei d'Alemanya el major, Otó. No obstant això, va continuar donant suport a Enric quan va intentar una revolta i fins que va renunciar a la seva pretempsió el 953.
Va regir Alemanya el 962, mentre Otó era a Itàlia per rebre la corona imperial. Quan va tornar, es va retirar al monestir de Nordhausen i, poc després, al de Quedlinburg, on el 968 va morir el i on fou sepultada. Va ser proclamada santa per aclamació, poc després de la seva mort.
Existeixen dues hagiografies manuscrites en llatí Vita Mathildis regina (Vida de la reina Matilde) d'autors desconeguts escrites poc després de la seva mort. La més antiga es va escriure a l'entorn de l'any 973 al monestir de Nordhausen o Queldlinburg. El rei Enric II va encarregar una nova versió més extensa vers l'any 1002. La Vita molta informació sobre la família i la història política de la seva època.

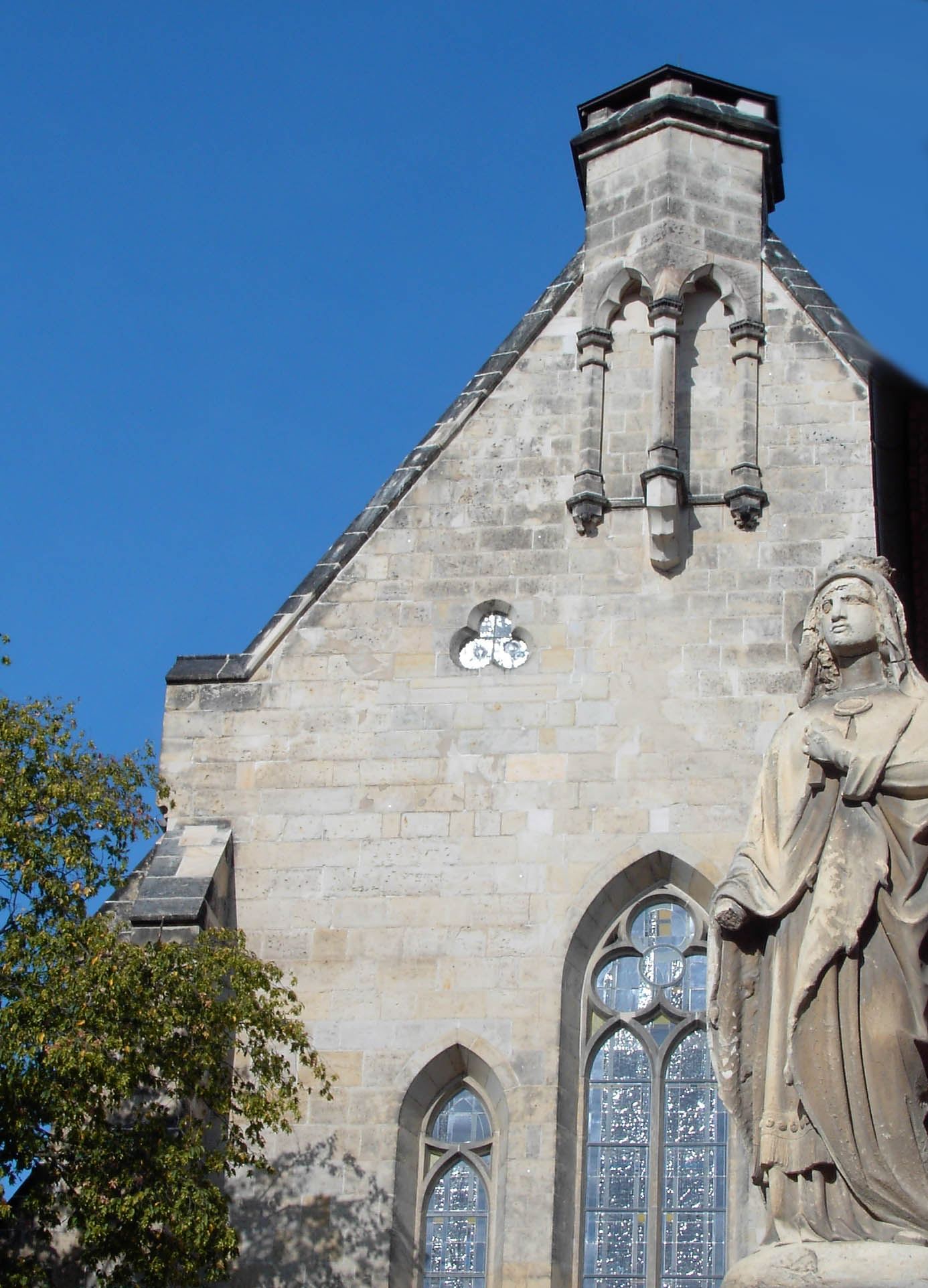
Església de S. Mathilde a Quedlinburg, amb una estàtua de la reina
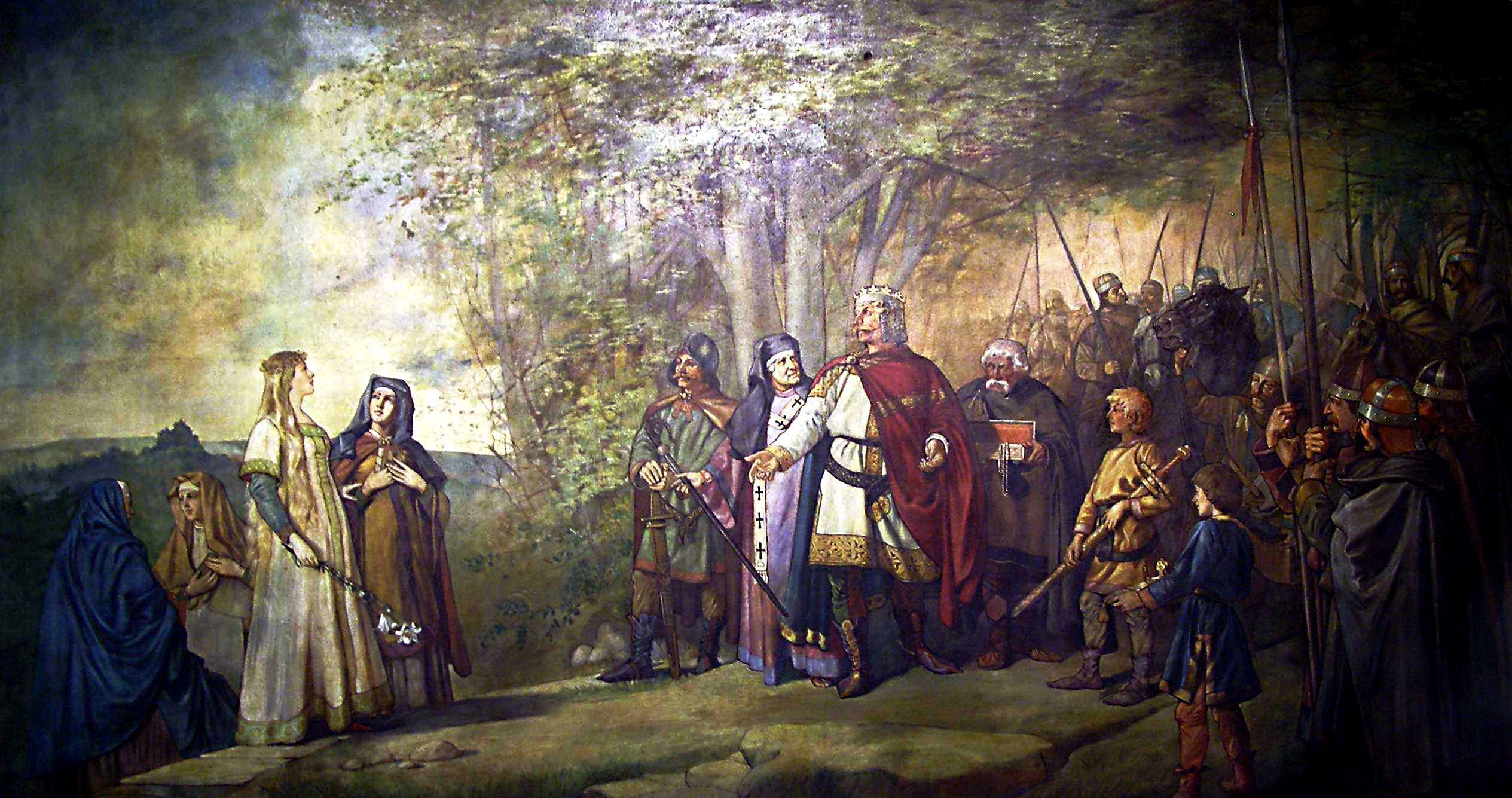
Compromís de Matilde i Enric I, pintura de 1896
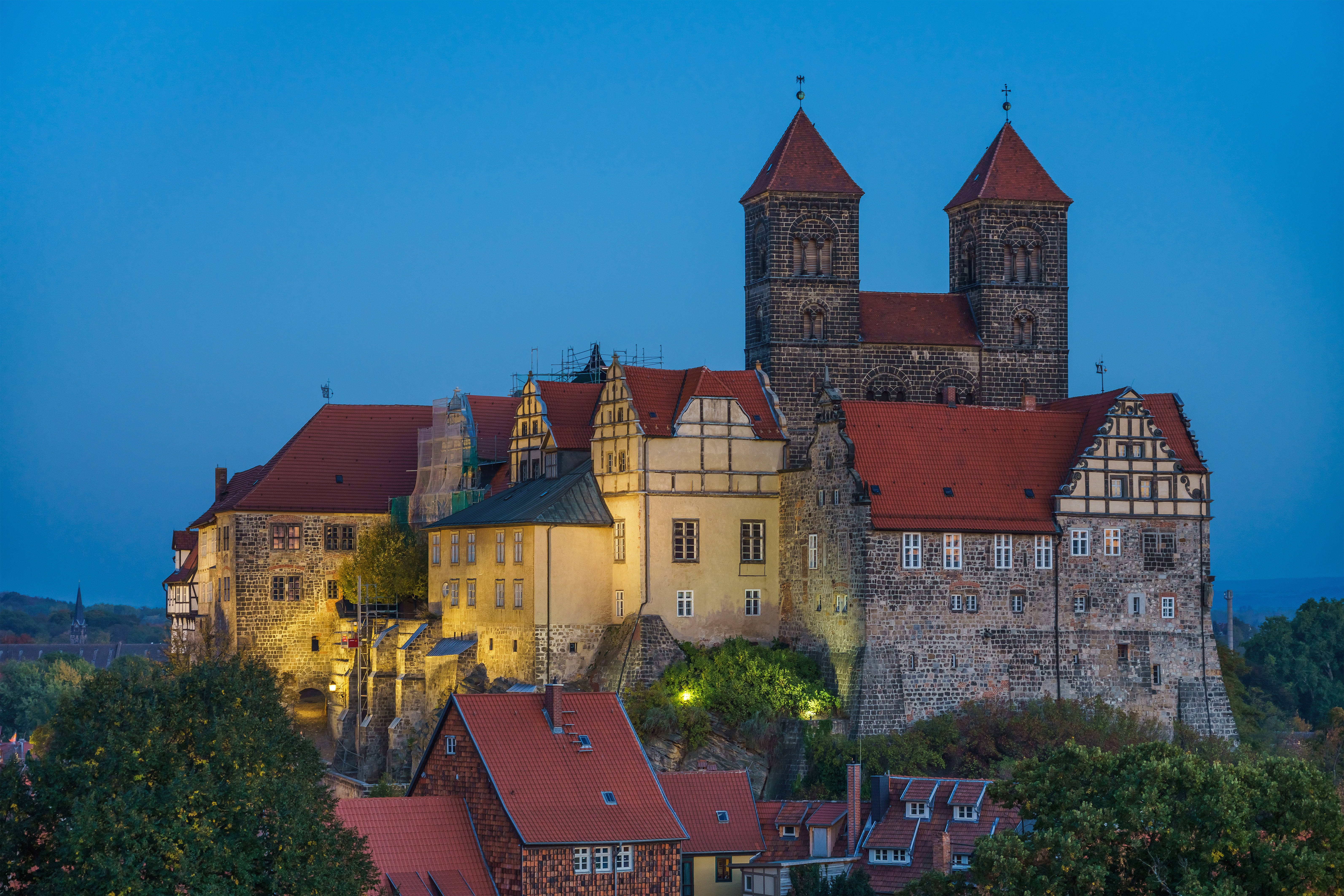
Abadia i castell de Quedlinburg
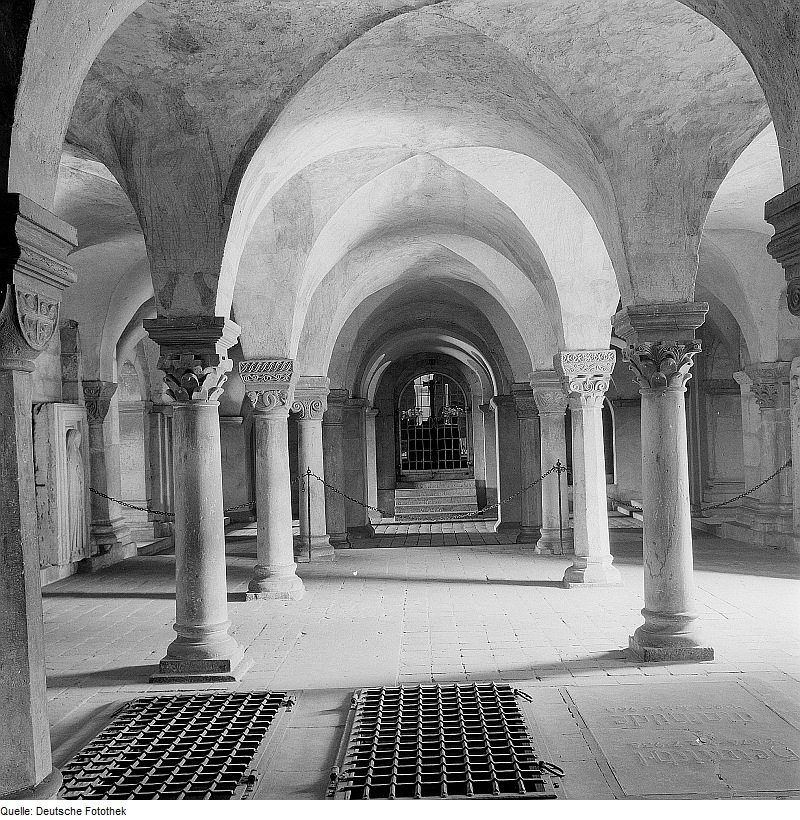
Cripta de Quedlinburg; en primer pla, les tombes de Matilda i Enric I